# 500 Milhas de Indianápolis de 2010
As 500 Milhas de Indianápolis de 2010 foi a 94ª edição da prova e sexta corrida da temporada de 2010 da IndyCar Series. A corrida foi disputada no dia 30 de maio no Indianapolis Motor Speedway, localizado na cidade de Speedway, Indiana. O vencedor foi o piloto escocês Dario Franchitti da equipe Chip Ganassi.

## Programação
| Data(s)       | Dia(s)         | Evento                            |
| ------------- | -------------- | --------------------------------- |
| 15-16 de maio | Sábado-Domingo | Orientação para Rookies / Treinos |
| 17-21 de maio | Segunda-Sexta  | Treinos                           |
| 22 de maio    | Sábado         | Pole Day                          |
| 23 de maio    | Domingo        | Bump Day                          |
| 28 de maio    | Sexta          | Carb Day                          |
| 30 de maio    | Domingo        | Corrida                           |

## Pilotos e Equipes
No total 37 carros foram inscritos para corrida.
| Nº | Piloto                  | Equipe                        | Chassis | Motor | Pneu |
| -- | ----------------------- | ----------------------------- | ------- | ----- | ---- |
| 2  | Raphael Matos           | de Ferran Luczo Dragon Racing | Dallara | Honda | F    |
| 3  | Hélio Castroneves       | Team Penske                   | Dallara | Honda | F    |
| 4  | Dan Wheldon             | Panther Racing                | Dallara | Honda | F    |
| 5  | Takuma Sato (R)         | KV Racing Technology          | Dallara | Honda | F    |
| 6  | Ryan Briscoe            | Team Penske                   | Dallara | Honda | F    |
| 7  | Danica Patrick          | Andretti Autosport            | Dallara | Honda | F    |
| 8  | E. J. Viso              | KV Racing Technology          | Dallara | Honda | F    |
| 9  | Scott Dixon             | Chip Ganassi Racing           | Dallara | Honda | F    |
| 10 | Dario Franchitti        | Chip Ganassi Racing           | Dallara | Honda | F    |
| 11 | Tony Kanaan             | Andretti Autosport            | Dallara | Honda | F    |
| 12 | Will Power              | Team Penske                   | Dallara | Honda | F    |
| 14 | Vitor Meira             | A. J. Foyt Enterprises        | Dallara | Honda | F    |
| 15 | Paul Tracy              | KV Racing Technology          | Dallara | Honda | F    |
| 18 | Milka Duno              | Dale Coyne Racing             | Dallara | Honda | F    |
| 19 | Alex Lloyd (R)          | Dale Coyne Racing             | Dallara | Honda | F    |
| 20 | Ed Carpenter            | Panther Racing                | Dallara | Honda | F    |
| 21 | Davey Hamilton          | de Ferran Luczo Dragon Racing | Dallara | Honda | F    |
| 22 | Justin Wilson           | Dreyer & Reinbold Racing      | Dallara | Honda | F    |
| 23 | Tomas Scheckter         | Dreyer & Reinbold Racing      | Dallara | Honda | F    |
| 24 | Mike Conway             | Dreyer & Reinbold Racing      | Dallara | Honda | F    |
| 25 | Ana Beatriz (R)         | Dreyer & Reinbold Racing      | Dallara | Honda | F    |
| 26 | Marco Andretti          | Andretti Autosport            | Dallara | Honda | F    |
| 29 | Sebastian Saavedra (R)  | Bryan Herta Autosport         | Dallara | Honda | F    |
| 30 | Graham Rahal            | Rahal Letterman Racing        | Dallara | Honda | F    |
| 32 | Mario Moraes            | KV Racing Technology          | Dallara | Honda | F    |
| 33 | Bruno Junqueira         | FAZZT Race Team               | Dallara | Honda | F    |
| 34 | Mario Romancini (R)     | Conquest Racing               | Dallara | Honda | F    |
| 36 | Bertrand Baguette (R)   | Conquest Racing               | Dallara | Honda | F    |
| 37 | Ryan Hunter-Reay        | Andretti Autosport            | Dallara | Honda | F    |
| 41 | A. J. Foyt IV           | A. J. Foyt Enterprises        | Dallara | Honda | F    |
| 41 | Jaques Lazier           | A. J. Foyt Enterprises        | Dallara | Honda | F    |
| 43 | John Andretti           | Andretti Autosport            | Dallara | Honda | F    |
| 66 | Jay Howard (R)          | Sarah Fisher Racing           | Dallara | Honda | F    |
| 67 | Sarah Fisher            | Sarah Fisher Racing           | Dallara | Honda | F    |
| 77 | Alex Tagliani           | FAZZT Race Team               | Dallara | Honda | F    |
| 78 | Simona de Silvestro (R) | HVM Racing                    | Dallara | Honda | F    |
| 99 | Townsend Bell           | Sam Schmidt Motorsports       | Dallara | Honda | F    |
| 06 | Hideki Mutoh            | Newman/Haas/Lanigan Racing    | Dallara | Honda | F    |

- (R) - Rookie

## Treinos classificatórios

### Pole Day
| Pole Day – 22 de maio      | Pole Day – 22 de maio | Pole Day – 22 de maio   | Pole Day – 22 de maio    | Pole Day – 22 de maio | Pole Day – 22 de maio | Pole Day – 22 de maio |
| Pos.                       | Nº                    | Piloto                  | Equipe                   | PD1                   | PD2                   | Pontos                |
| -------------------------- | --------------------- | ----------------------- | ------------------------ | --------------------- | --------------------- | --------------------- |
| 1                          | 3                     | Hélio Castroneves       | Team Penske              | 2:38.7485             | 2:37.9154             | 15                    |
| 2                          | 12                    | Will Power              | Team Penske              | 2:39.0024             | 2:38.1876             | 13                    |
| 3                          | 10                    | Dario Franchitti        | Chip Ganassi Racing      | 2:39.1825             | 2:38.5970             | 12                    |
| 4                          | 6                     | Ryan Briscoe            | Team Penske              | 2:39.7409             | 2:38.9027             | 11                    |
| 5                          | 77                    | Alex Tagliani           | FAZZT Race Team          | 2:39.0163             | 2:39.0178             | 10                    |
| 6                          | 9                     | Scott Dixon             | Chip Ganassi Racing      | 2:39.4367             | 2:39.1277             | 9                     |
| 7                          | 30                    | Graham Rahal            | Rahal Letterman Racing   | 2:39.5627             | 2:39.6319             | 8                     |
| 8                          | 20                    | Ed Carpenter            | Panther Racing           | 2:39.8817             | 2:40.3514             | 7                     |
| 9                          | 06                    | Hideki Mutoh            | Newman/Haas Racing       | 2:39.6998             | 2:41.0831             | 6                     |
| 10                         | 99                    | Townsend Bell           | Sam Schmidt Motorsports  | 2:39.9313             | —                     | 4                     |
| 11                         | 22                    | Justin Wilson           | Dreyer & Reinbold Racing | 2:39.9647             | —                     | 4                     |
| 12                         | 2                     | Raphael Matos           | de Ferran Dragon Racing  | 2:39.9798             | —                     | 4                     |
| 13                         | 32                    | Mario Moraes            | KV Racing Technology     | 2:40.0794             | —                     | 4                     |
| 14                         | 21                    | Davey Hamilton          | De Ferran Dragon Racing  | 2:40.1053             | —                     | 4                     |
| 15                         | 24                    | Mike Conway             | Dreyer & Reinbold Racing | 2:40.2969             | —                     | 4                     |
| 16                         | 26                    | Marco Andretti          | Andretti Autosport       | 2:40.3030             | —                     | 4                     |
| 17                         | 37                    | Ryan Hunter-Reay        | Andretti Autosport       | 2:40.3227             | —                     | 4                     |
| 18                         | 4                     | Dan Wheldon             | Panther Racing           | 2:40.3821             | —                     | 4                     |
| 19                         | 8                     | E. J. Viso              | KV Racing Technology     | 2:40.4424             | —                     | 4                     |
| 20                         | 23                    | Tomas Scheckter         | Dreyer & Reinbold Racing | 2:40.5270             | —                     | 4                     |
| 21                         | 25                    | Ana Beatriz (R)         | Dreyer & Reinbold Racing | 2:40.5402             | —                     | 4                     |
| 22                         | 78                    | Simona de Silvestro (R) | HVM Racing               | 2:40.5511             | —                     | 4                     |
| 23                         | 7                     | Danica Patrick          | Andretti Autosport       | 2:40.5584             | —                     | 4                     |
| 24                         | 36                    | Bertrand Baguette (R)   | Conquest Racing          | 2:40.5785             | —                     | 4                     |
| Relatório[ligação inativa] |                       |                         |                          |                       |                       |                       |

### Bump Day
| Bump Day – 23 de maio | Bump Day – 23 de maio | Bump Day – 23 de maio  | Bump Day – 23 de maio  | Bump Day – 23 de maio | Bump Day – 23 de maio |
| Pos.                  | Nº                    | Piloto                 | Equipe                 | Tempo                 | Pontos                |
| --------------------- | --------------------- | ---------------------- | ---------------------- | --------------------- | --------------------- |
| 25                    | 33                    | Bruno Junqueira        | FAZZT Race Team        | 2:39.5305             | 3                     |
| 26                    | 19                    | Alex Lloyd (R)         | Dale Coyne Racing      | 2:40.1543             | 3                     |
| 27                    | 34                    | Mario Romancini (R)    | Conquest Racing        | 2:40.2557             | 3                     |
| 28                    | 43                    | John Andretti          | Andretti Autosport     | 2:40.3438             | 3                     |
| 29                    | 67                    | Sarah Fisher           | Sarah Fisher Racing    | 2:40.4033             | 3                     |
| 30                    | 14                    | Vitor Meira            | A. J. Foyt Enterprises | 2:40.4367             | 3                     |
| 31                    | 5                     | Takuma Sato (R)        | KV Racing Technology   | 2:40.5865             | 3                     |
| 32                    | 11                    | Tony Kanaan            | Andretti Autosport     | 2:40.6628             | 3                     |
| 33                    | 29                    | Sebastian Saavedra (R) | Bryan Herta Autosport  | 2:40.9776             | 3                     |
| Relatório             |                       |                        |                        |                       |                       |

### Não se classificaram
| Nº | Piloto         | Equipe                 |
| -- | -------------- | ---------------------- |
| 15 | Paul Tracy     | KV Racing Technology   |
| 18 | Milka Duno     | Dale Coyne Racing      |
| 41 | A. J. Foyt IV  | A. J. Foyt Enterprises |
| 41 | Jaques Lazier  | A. J. Foyt Enterprises |
| 66 | Jay Howard (R) | Sarah Fisher Racing    |

## Carby Day

### Pit-Stop mais rápido
|  | Primeira rodada | Primeira rodada  | Primeira rodada   |                |       | Quartas-de-finais | Quartas-de-finais | Quartas-de-finais |       |  | Semi-finais | Semi-finais | Semi-finais       |       |  | Final | Final | Final |
|  |                 |                  |                   |                |       |                   |                   |                   |       |  |             |             |                   |       |  |       |       |       |
|  |                 |                  |                   |                |       |                   |                   |                   |       |  |             |             |                   |       |  |       |       |       |
|  |                 |                  | Danica Patrick    | 8.855          |       |                   |                   |                   |       |  |             |             |                   |       |  |       |       |       |
|  |                 |                  |                   | 8.855          |       |                   |                   |                   |       |  |             |             |                   |       |  |       |       |       |
|  |                 |                  |                   | Will Power     | 9.517 |                   |                   |                   |       |  |             |             |                   |       |  |       |       |       |
|  |                 | Scott Dixon      | 9.462             | Will Power     | 9.517 |                   |                   |                   |       |  |             |             |                   |       |  |       |       |       |
|  |                 | Scott Dixon      | 9.462             |                |       |                   |                   |                   |       |  |             |             |                   |       |  |       |       |       |
|  |                 | Will Power       | 7.968             |                |       |                   |                   |                   |       |  |             |             |                   |       |  |       |       |       |
|  |                 | Will Power       | 7.968             |                |       |                   |                   | Danica Patrick    |       |  |             |             |                   |       |  |       |       |       |
|  |                 |                  |                   |                |       |                   |                   |                   |       |  |             |             |                   |       |  |       |       |       |
|  |                 |                  | Hélio Castroneves |                |       |                   |                   |                   |       |  |             |             |                   |       |  |       |       |       |
|  |                 |                  |                   |                |       |                   |                   |                   |       |  |             |             |                   |       |  |       |       |       |
|  |                 |                  |                   |                |       |                   |                   |                   |       |  |             |             |                   |       |  |       |       |       |
|  |                 |                  |                   |                |       |                   |                   |                   |       |  |             |             |                   |       |  |       |       |       |
|  |                 |                  | Hélio Castroneves | 8.558          |       |                   |                   |                   |       |  |             |             |                   |       |  |       |       |       |
|  |                 |                  |                   | 8.558          |       |                   |                   |                   |       |  |             |             |                   |       |  |       |       |       |
|  |                 |                  |                   | Tony Kanaan    | 9.296 |                   |                   |                   |       |  |             |             |                   |       |  |       |       |       |
|  |                 | Ryan Hunter-Reay | DNF               | Tony Kanaan    | 9.296 |                   |                   |                   |       |  |             |             |                   |       |  |       |       |       |
|  |                 | Ryan Hunter-Reay | DNF               |                |       |                   |                   |                   |       |  |             |             |                   |       |  |       |       |       |
|  |                 | Tony Kanaan      |                   |                |       |                   |                   |                   |       |  |             |             |                   |       |  |       |       |       |
|  |                 |                  |                   |                |       |                   |                   |                   |       |  |             |             | Hélio Castroneves | 8.001 |  |       |       |       |
|  |                 |                  |                   |                |       |                   |                   |                   |       |  |             |             |                   |       |  |       |       |       |
|  |                 |                  | Hideki Mutoh      | 9.547          |       |                   |                   |                   |       |  |             |             |                   |       |  |       |       |       |
|  |                 |                  | Hideki Mutoh      | 9.547          |       |                   |                   |                   |       |  |             |             |                   |       |  |       |       |       |
|  |                 |                  |                   |                |       |                   |                   |                   |       |  |             |             |                   |       |  |       |       |       |
|  |                 |                  |                   |                |       |                   |                   |                   |       |  |             |             |                   |       |  |       |       |       |
|  |                 |                  | Ryan Briscoe      | 9.628          |       |                   |                   |                   |       |  |             |             |                   |       |  |       |       |       |
|  |                 |                  |                   | 9.628          |       |                   |                   |                   |       |  |             |             |                   |       |  |       |       |       |
|  |                 |                  |                   | Hideki Mutoh   | 8.858 |                   |                   |                   |       |  |             |             |                   |       |  |       |       |       |
|  |                 | Hideki Mutoh     | 8.875             | Hideki Mutoh   | 8.858 |                   |                   |                   |       |  |             |             |                   |       |  |       |       |       |
|  |                 | Hideki Mutoh     | 8.875             |                |       |                   |                   |                   |       |  |             |             |                   |       |  |       |       |       |
|  |                 | Dan Wheldon      | 9.622             |                |       |                   |                   |                   |       |  |             |             |                   |       |  |       |       |       |
|  |                 |                  |                   |                |       |                   |                   | Hideki Mutoh      | 8.296 |  |             |             |                   |       |  |       |       |       |
|  |                 |                  |                   |                |       |                   |                   |                   | 8.296 |  |             |             |                   |       |  |       |       |       |
|  |                 |                  | Justin Wilson     | 9.255          |       |                   |                   |                   |       |  |             |             |                   |       |  |       |       |       |
|  |                 |                  | Justin Wilson     | 9.255          |       |                   |                   |                   |       |  |             |             |                   |       |  |       |       |       |
|  |                 |                  |                   |                |       |                   |                   |                   |       |  |             |             |                   |       |  |       |       |       |
|  |                 |                  |                   |                |       |                   |                   |                   |       |  |             |             |                   |       |  |       |       |       |
|  |                 |                  | Justin Wilson     | 8.097          |       |                   |                   |                   |       |  |             |             |                   |       |  |       |       |       |
|  |                 |                  |                   | 8.097          |       |                   |                   |                   |       |  |             |             |                   |       |  |       |       |       |
|  |                 |                  |                   | Marco Andretti | 9.210 |                   |                   |                   |       |  |             |             |                   |       |  |       |       |       |
|  | 7               | Justin Wilson    | 8.408             | Marco Andretti | 9.210 |                   |                   |                   |       |  |             |             |                   |       |  |       |       |       |
|  | 7               | Justin Wilson    | 8.408             |                |       |                   |                   |                   |       |  |             |             |                   |       |  |       |       |       |
|  |                 | Dario Franchitti | 8.801             |                |       |                   |                   |                   |       |  |             |             |                   |       |  |       |       |       |

## Corrida
| Pos       | Nº | Piloto                  | Equipe                   | Voltas | Tempo        | Largada | Voltas na Liderança | Pontos |
| --------- | -- | ----------------------- | ------------------------ | ------ | ------------ | ------- | ------------------- | ------ |
| 1         | 10 | Dario Franchitti        | Chip Ganassi Racing      | 200    | 3:05:37.0131 | 3       | 155                 | 52     |
| 2         | 4  | Dan Wheldon             | Panther Racing           | 200    | +0.1536      | 18      | 0                   | 40     |
| 3         | 26 | Marco Andretti          | Andretti Autosport       | 200    | +20.9875     | 16      | 1                   | 35     |
| 4         | 19 | Alex Lloyd (R)          | Dale Coyne Racing        | 200    | +20.9876     | 26      | 0                   | 32     |
| 5         | 9  | Scott Dixon             | Chip Ganassi Racing      | 200    | +21.4922     | 6       | 0                   | 30     |
| 6         | 7  | Danica Patrick          | Andretti Autosport       | 200    | +21.7560     | 23      | 0                   | 28     |
| 7         | 22 | Justin Wilson           | Dreyer & Reinbold Racing | 200    | +25.9761     | 11      | 11                  | 26     |
| 8         | 12 | Will Power              | Team Penske              | 200    | +30.2474     | 2       | 5                   | 24     |
| 9         | 3  | Hélio Castroneves       | Team Penske              | 200    | +33.0137     | 1       | 3                   | 22     |
| 10        | 77 | Alex Tagliani           | FAZZT Race Team          | 200    | +34.2482     | 5       | 0                   | 20     |
| 11        | 11 | Tony Kanaan             | Andretti Autosport       | 200    | +59.5957     | 33      | 0                   | 19     |
| 12        | 30 | Graham Rahal            | Rahal Letterman Racing   | 200    | +59.9739     | 7       | 0                   | 18     |
| 13        | 34 | Mario Romancini (R)     | Conquest Racing          | 200    | +1:01.6744   | 27      | 0                   | 17     |
| 14        | 78 | Simona de Silvestro (R) | HVM Racing               | 200    | +1:01.6745   | 22      | 0                   | 16     |
| 15        | 23 | Tomas Scheckter         | Dreyer & Reinbold Racing | 199    | +1 volta     | 20      | 5                   | 15     |
| 16        | 99 | Townsend Bell           | Sam Schmidt Motorsports  | 199    | +1 volta     | 10      | 0                   | 14     |
| 17        | 20 | Ed Carpenter            | Panther Racing           | 199    | +1 volta     | 8       | 0                   | 13     |
| 18        | 37 | Ryan Hunter-Reay        | Andretti Autosport       | 198    | Contato      | 17      | 0                   | 12     |
| 19        | 24 | Mike Conway             | Dreyer & Reinbold Racing | 198    | Contato      | 15      | 15                  | 12     |
| 20        | 5  | Takuma Sato (R)         | KV Racing Technology     | 198    | +2 voltas    | 31      | 0                   | 12     |
| 21        | 25 | Ana Beatriz (R)         | Dreyer & Reinbold Racing | 196    | Contato      | 21      | 0                   | 12     |
| 22        | 36 | Bertrand Baguette (R)   | Conquest Racing          | 183    | +17 voltas   | 24      | 0                   | 12     |
| 23        | 29 | Sebastian Saavedra (R)  | Bryan Herta Autosport    | 159    | Contato      | 32      | 0                   | 12     |
| 24        | 6  | Ryan Briscoe            | Team Penske              | 147    | Contato      | 4       | 5                   | 12     |
| 25        | 8  | E. J. Viso              | KV Racing Technology     | 139    | Contato      | 19      | 0                   | 10     |
| 26        | 67 | Sarah Fisher            | Sarah Fisher Racing      | 125    | Contato      | 29      | 0                   | 10     |
| 27        | 14 | Vitor Meira             | A. J. Foyt Enterprises   | 105    | Contato      | 30      | 0                   | 10     |
| 28        | 06 | Hideki Mutoh            | Newman/Haas Racing       | 76     | Mecânico     | 9       | 0                   | 10     |
| 29        | 2  | Raphael Matos           | De Ferran Dragon Racing  | 72     | Contato      | 12      | 0                   | 10     |
| 30        | 43 | John Andretti           | Andretti Autosport       | 62     | Contato      | 28      | 0                   | 10     |
| 31        | 32 | Mario Moraes            | KV Racing Technology     | 17     | Contato      | 13      | 0                   | 10     |
| 32        | 33 | Bruno Junqueira         | FAZZT Race Team          | 7      | Contato      | 25      | 0                   | 10     |
| 33        | 21 | Davey Hamilton          | de Ferran Dragon Racing  | 0      | Contato      | 14      | 0                   | 10     |
| Relatório |    |                         |                          |        |              |         |                     |        |

## Tabela do campeonato após a corrida
Observe que somente as dez primeiras posições estão incluídas na tabela.
| Pos | Var     | Piloto            | Pontos |
| --- | ------- | ----------------- | ------ |
| 1   | Estável | Will Power        | 227    |
| 2   | Aumento | Dario Franchitti  | 216    |
| 3   | Baixa   | Scott Dixon       | 203    |
| 4   | Baixa   | Hélio Castroneves | 199    |
| 5   | Baixa   | Ryan Hunter-Reay  | 175    |

| Pos | Var     | Piloto         | Pontos |
| --- | ------- | -------------- | ------ |
| 6   | Estável | Justin Wilson  | 167    |
| 7   | Estável | Ryan Briscoe   | 155    |
| 8   | Estável | Tony Kanaan    | 151    |
| 9   | Aumento | Dan Wheldon    | 142    |
| 10  | Aumento | Marco Andretti | 134    |